# MagSafe (無線充電)
MagSafe是蘋果公司推出的无线供电传输标准，適用於iPhone、AirPods及Watch等便攜式電子設備。
第一代MagSafe于2020年10月13日與iPhone 12一同發佈。MagSafe能提供高达15W功率，并向后兼容7.5W的Qi标准。因此支援Qi無線充電的Android手機及其他裝置也可利用MagSafe充電，iPhone 8到iPhone 11則支持7.5W無線充電。此外苹果公司還发布了两款兼容MagSafe標準的充电器。
第二代MagSafe於2024年9月9日與iPhone 16一同發佈发布，功率提高到25W，並兼容15W的Qi2標準。25W MagSafe的工作頻率是360kHz，但部分國家不開放使用相關頻率，包括中國及印度尼西亞。在中國，360kHz頻率已用作航空無線電導航。蘋果公司把MagSafe的工作頻率調整為127.7kHz以符合中國法規，但功率下降到15W。

## 外部連結
- MagSafe charger （页面存档备份，存于）
- MagSafe Duo Charger （页面存档备份，存于）